# Per l'uomo che aveva tutto
Per l'uomo che aveva tutto è un fumetto di Alan Moore, con i disegni e il lettering di Dave Gibbons e con i colori di Tom Ziuko. Pubblicato originariamente su Superman Annual n. 11 (1985), è stato in seguito adattato per un episodio della serie televisiva a cartoni animati Justice League Unlimited trasmesso da Cartoon Network nel 2004. Il fumetto ha ricevuto la nomination per i Kirby Awards del 1986 come Miglior albo singolo.

## Trama
Batman, Robin e Wonder Woman portano a Superman dei doni di compleanno alla Fortezza della solitudine, ma lo trovano in uno stato catatonico, avviluppato a una grossa pianta aliena. Mentre i tre stanno esaminando la situazione, appare l'alieno Mongul che rivela che la pianta si chiama "Clemenza Nera" e ha mandato Superman in coma, nutrendosi della sua bio-aura mentre gli fa vivere un sogno realistico ispirato ai suoi desideri più intimi. In questo sogno Superman sta vivendo una vita normale di padre di famiglia sul suo pianeta d'origine Krypton. Mentre Wonder Woman combatte Mongul, Batman e Robin cercano un modo di liberare Superman.
Nel frattempo, il sogno di Superman comincia a diventare un incubo, nel quale suo padre Jor-El viene screditato dai suoi concittadini e dalla sua stessa famiglia, mentre sua madre Lara muore di una malattia incurabile. Jor-El è a capo di un movimento politico reazionario estremista, la "Spada di Rao", che predica un ritorno di Krypton al suo nobile e incontaminato passato. La Zona fantasma di Jor-El, la prigione di Krypton che si trova in un'altra dimensione, è però molto contestata dall'opinione pubblica in quanto viene considerata eccessivamente crudele.
Mentre Batman cerca di staccare la Clemenza Nera dal petto di Superman, quest'ultimo comincia a svegliarsi dal suo incubo e si scaglia contro Mongul mentre questo sta per uccidere Wonder Woman, ingaggiando con lui un violento scontro. Batman riesce nel proprio intento ma la Clemenza Nera si attacca a lui: l'eroe rivede la scena della morte dei propri genitori a Crime alley, ma questa volta Thomas Wayne riesce a fermare la mano a Joe Chill, salvando moglie e figlio. Batman vedrà anche se stesso, come riferirà poi, sposato a Kathy Kane e con una figlia adolescente. Nella battaglia che ne segue, Robin riesce a usare la Clemenza Nera direttamente contro Mongul, che così rimane intrappolato in una fantasia in cui riesce ad uccidere Robin e Superman e a conquistare l'universo.
Il finale vede i quattro eroi curarsi le ferite della battaglia, mentre Superman scopre finalmente i regali portatigli dagli amici.

## Citazioni
Come altre opere di Moore e Gibbons (per esempio Watchmen), anche Per l'uomo che aveva tutto è ricco di citazioni e di dettagli, anche minori, pubblicati in altre storie della DC. Per esempio la moglie di Superman nel suo sogno è Lyla Lerrol, personaggio comparso sui fumetti di Superman nel 1960. Inoltre il sogno di Mongul che si vede alla fine del fumetto mostra una serie di personaggi extraterrestri della DC comics, tra cui Hawkman e Hawkwoman, Brainiac, Adam Strange, Hyathis imperatrice di Thanagar, Bolphunga (tratto da una storia di Lanterna Verde del 1985, sempre di Moore e Gibbons), un guardiano oano e il Martian Manhunter J'onn J'onnz, oltre a un umano con barba e capelli lunghi che si inchina, con le fattezze dello stesso Alan Moore. Il sogno di Mongul mostra anche il Pianeta della Guerra, la stazione di combattimento di dimensione planetaria usato da Mongul e distrutta da Superman e Supergirl in DC Comics Presents n. 27 (novembre 1980).
Per l'uomo che aveva tutto viene inoltre citato in successivi fumetti. La miniserie Crisi infinita del 2005 contiene due citazioni di Per l'uomo che aveva tutto. Il n. 1 della miniserie contiene una tavola che mostra Mongul Jr. contro Batman e Wonder Woman presso le rovine della Torre di Guardia: tale tavola riproduce l'arrivo di Mongul in Per l'uomo che aveva tutto. In una successiva storia di collegamento di Lanterna verde, Mongul Jr. utilizza una Clemenza Nera per catturare Lanterna Verde (Hal Jordan) e Freccia Verde (Oliver Queen).

## Adattamenti in altri media
Il fumetto è stato adattato per il secondo episodio della serie animata Justice League Unlimited. In questa versione non compare Robin, le cui battute sono date principalmente a Wonder Woman. L'adattamento per la TV è a cura di J.M. DeMatteis e i crediti ad Alan Moore e Dave Gibbons compaiono all'inizio dell'episodio.
Nel 2006 è circolato una serie di action figure della Justice League, e quella di Superman aveva un accessorio raffigurante la Clemenza Nera.
L'episodio n. 13 della serie televisiva Supergirl (intitolato For the Girl Who Has Everything, Black_mercy in Italiano), segue una trama simile al fumetto con Non nel ruolo del cattivo.
Due capitoli della serie a fumetti collegata al videogioco di combattimento Injustice: Gods Among Us sono intitolati For the Man Who's Lost Everything. Una versione alternativa di Superman, che è un tiranno, cade per magia in un coma in cui tutte le tragedie che ha causato (tra cui l'uccisione accidentale di Lois Lane e del loro bimbo non ancora nato, nonché la distruzione di Metropolis) non sono mai accadute.

## Riferimenti nella cultura di massa
Operation: U.T.O.P.I.A., un episodio della terza stagione di Nome in codice: Kommando Nuovi Diavoli, è una parodia di Per l'uomo che aveva tutto.

## Edizioni italiane
- Superman, I Classici del Fumetto di Repubblica anno 1, n. 14, 23 maggio 2003, 276 pagine.[5]
- Le storie di Alan Moore. Superman, Planeta DeAgostini, formato 21,2x32, copertina rigida, 2008, 128 pagine, ISBN 8467452714.[6]